# Vadonia moesiaca
Vadonia moesiaca is een keversoort uit de familie van de boktorren (Cerambycidae). De wetenschappelijke naam van de soort werd voor het eerst geldig gepubliceerd in 1891 door K. Daniel & J. Daniel.